# Papillomaviridae
Papillomaviridae er en virusfamilie der tilhører gruppen af dobbeltstrenget DNA-virus (gruppe I, dsDNA).
Human papillomavirus, HPV findes i over hundrede forskellige arter. De kan bl.a være årsag til vorter, kønsvorter og livmoderhalskræft. Man regner med at HPV er den mest almindeligt seksuelt overførte virus.
Da HPV kan forårsage kræft betegnes den som en oncogen virus eller oncovirus.

## Virion
HPV er en lille virus med en størrele på omkring 60 nm uden membrankappe og men en kapsid af 72 pentamerer, der indeholder et enkelt molekyle af cirkulært dsDNA, dvs. dobbeltstrænget DNA.

## Genom
Genomet er cirkulært dsDNA, ca. 8 kb i størrelse, associeret med cellulære histoner i et kromatinlignende kompleks. Ved sjælden uspecifik rekombination kan virusgenomet integreres i et værtskromosom. Dette inaktiverer den integrerede virus, men kan give værtscellen en replikativ fordel, der undertiden fører til ondartede tumorer.

## Proteiner
Kun en streng af genomet transskriberes og giver to klasser af proteiner udtrykt ved alternativ splejsning:
- Tidlige proteiner: ikke-strukturelle regulatoriske proteiner E1-E7
- Sene proteiner: strukturproteinerne L1 og L2.

## Klassifikation
Papillomaviridae familien har 16 slægter
- Alphapapillomavirus
  - human papillomavirus – 2, 6, 7, 10, 16, 18, 26, 32, 34, 53, 54, 61, 71, cand90
- Betapapillomavirus
  - human papillomavirus – 5, 9, 49, cand92, cand96
- Gammapapillomavirus
  - human papillomavirus – 4, 48, 50, 60, 88
- Deltapapillomavirus
  - bovine papillomavirus – 1
  - deer papillomavirus
  - European elk papillomavirus
  - bovine papillomavirus – 1
- Epsilonpapillomavirus
  - bovine papillomavirus – 5
- Zetapapillomavirus
  - equine papillomavirus – 1
- Etapapillomavirus
  - Fringilla coelebs papillomavirus
- Thetapapillomavirus
  - Psittacus erithacus timneh papillomavirus
- Iotapapillomavirus
  - Mastomys natalensis papillomavirus
- Kappapapillomavirus
  - cottontail rabbit papillomavirus
  - rabbit oral papillomavirus
- Lambdapapillomavirus
  - canine oral papillomavirus
  - feline papillomavirus
- Mupapillomavirus
  - human papillomavirus – 1, 63
- Nupapillomavirus
  - human papillomavirus – 41
- Xipapillomavirus
  - bovine papillomavirus – 3
- Omicronpapillomavirus
  - Phocoena spinipinnis papillomavirus
- Pipapillomavirus
  - hamster oral papillomavirus